# Appelhans Verlag
Die E. Appelhans Verlag GmbH & Co. ist ein Unternehmen mit Sitz in Braunschweig. Der Vorgängerverlag C. A. Schwetschke & Sohn wurde 1729 in Halle gegründet.

## Verlagsgeschichte

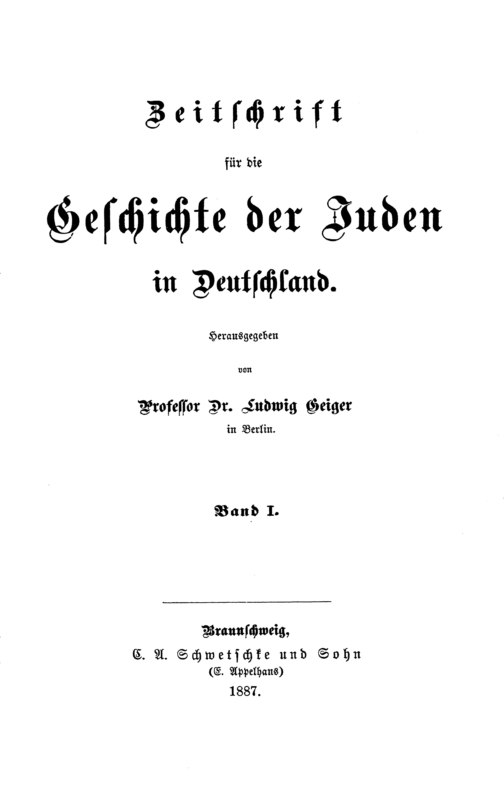
Zeitschrift für die Geschichte der Juden in Deutschland, Band 1 im Jahr 1887 bei Appelhans

Der Vorgängerverlag C. A. Schwetschke und Sohn wurde 1729 von Johann Georg Klemm in Halle gegründet. Seine Nachfolger Carl Hermann Hemmerde, Carl August Schwetschke, Carl Ferdinand Schwetschke und Carl Gustav Schwetschke führten den Verlag zunächst in Halle fort. Der Verlag wurde 1851 an Moritz Bruhn veräußert, der den Verlagssitz am 1. September 1852 nach Braunschweig verlegte. Sein Sohn und Nachfolger Harald Bruhn verkaufte die Verlagsbuchhandlung am 1. Juli 1885 an die Braunschweiger Buchhändler Eugen Appelhans und Wiegandt. Der Verlag wurde dann im Jahr 1900, nachdem Wiegandt 1897 das Unternehmen verlassen hatte, von Eugen Appelhans an Emil Loezius weiterverkauft, der den Verlagssitz nach Berlin verlegte. Dabei wurden die Verlagsrechte von Appelhans teilweise in seinen eigenen Verlag „E. Appelhans & Comp.“ überführt.
Ab 1908 leitete der Hofbuchhändler Rudolf Stolle das Unternehmen. Dieser machte es sich zur Aufgabe, die Kultur des Braunschweiger Raumes zu pflegen. Sein Sohn Hans erwarb 1940 zusätzlich eine Druckerei in Salzgitter. Im Jahr 1962 wurde das Unternehmen „E. Appelhans & Co.“ an Karl und Joachim Ruth verkauft und der Hauptsitz der Firma wechselte nach Salzgitter. Oliver Ruth übernahm 1989 die Leitung der Druckerei und begann den Verlagsbereich wiederzubeleben. 1998 wurde der Hauptsitz wieder nach Braunschweig zurück verlegt. Der Appelhans Verlag ist ein Unternehmensteil der „Ruth Printmedien GmbH“.

## Publikationen (Auswahl)
Der Verlag hat einige für die Region Braunschweig wichtige geschichtliche Werke veröffentlicht.
- Horst-Rüdiger Jarck, Gerhard Schildt (Hrsg.): Braunschweigische Landesgeschichte. Jahrtausendrückblick einer Region. Appelhans Verlag, Braunschweig 2000, ISBN 3-930292-28-9.
- Horst-Rüdiger Jarck, Dieter Lent u. a. (Hrsg.): Braunschweigisches Biographisches Lexikon. 8. bis 18. Jahrhundert. hrsg. im Auftrag der Braunschweigischen Landschaft e. V. Appelhans Verlag, Braunschweig 2006, ISBN 3-937664-46-7.
- Arbeitskreis Braunschweiger Luftfahrtgeschichte (Hrsg.): Braunschweiger Luftfahrtgeschichte. Appelhans, Braunschweig 2010, ISBN 978-3-941737-18-1.
- Wolfgang Leschhorn: Braunschweigische Münzen und Medaillen. 1000 Jahre Münzkunst und Geldgeschichte in Stadt und Land Braunschweig. Appelhans, Braunschweig 2010, ISBN 978-3-941737-22-8.
- Henning Steinführer, Claudia Böhler, Braunschweigische Landschaft e. V.: Die Braunschweiger Bürgermeister – von der Entstehung des Amtes im späten Mittelalter bis ins 20. Jahrhundert. Appelhans, Braunschweig 2013, ISBN 978-3-941737-68-6.

Damit setzt er die Tradition geschichtliche Schriften zu veröffentlichen fort, die auf den Verlag C. A. Schwetschke & Sohn mit Werken wie der Zeitschrift für die Geschichte der Juden in Deutschland (Braunschweig 1887–1892) zurückgeht. Das Neue Braunschweiger Schulblatt oder das Braunschweigische Jahrbuch des Braunschweigischen Geschichtsvereins wurden ebenfalls von Appelhans verlegt.